# Aeroporto di Molokai
L'Aeroporto di Molokai (IATA: MKK, ICAO: PHMK, FAA LID: MKK) è un aeroporto situato nell'area non incorporata di Ho'olehua, 6 nmi a nord-ovest di Kaunakakai, nella contea di Maui, nell'isola di Maui, nello Stato federato statunitense delle Hawaii.
Lo scalo, di proprietà statale, fu inaugurato nel 1927, ed è il principale aeroporto dell'isola.